# 1730
1730(천칠백삼십)은 1729보다 크고 1731보다 작은 자연수다.

## 수학
- 합성수로, 그 약수는 1, 2, 5, 10, 173, 346, 865, 1730이다. 진약수의 합은 1402이므로, 1730은 부족수다.
- 20번째 십일각수다. 앞의 십일각수는 1558, 다음은 1911이다.
- {\displaystyle 1730=7^{2}+41^{2}=19^{2}+37^{2}}
  - 서로 다른 두 자연수의 제곱합으로 나타내는 방법이 두 가지인 수다.
  - 연속하는 두 개의 중심있는 육각수인 19와 37의 제곱합으로 나타낼 수 있으며, 이 성질을 지닌 앞의 수는 410, 다음 수는 5090이다.
- {\displaystyle 1730=6^{2}+7^{2}+8^{2}+9^{2}+10^{2}+11^{2}+12^{2}+13^{2}+14^{2}+15^{2}+16^{2}+17^{2}}
  - 연속하는 자연수 12개의 제곱합으로 나타낼 수 있으며, 이 성질을 지닌 앞의 수는 1466, 다음 수는 2018이다.
- {\displaystyle 93^{4}-1}은 1730으로 나누어떨어진다.

## 과학
- NGC 1730: 토끼자리 방향에 있는 나선은하.

## 문화유산
- 대한민국의 보물 제1730호: 창녕 관룡사 목조석가여래삼불좌상 및 대좌

## 기타
- 연도: 1730년, 기원전 1730년
- 1730년대

## 같이 보기
- 1000